# Locri
Locri là một thị xã và đô (đô thị) ở tỉnh Reggio Calabria, Calabria, miền nam Italia. Tên gọi xuất phát từ thị trấn Hy Lạp cổ đại đặt tên là "Locris".
Locris epizephyria (từ tiếng Hy Lạp Επιζεφύριοι Λοκροί - epi-Zephyros, "theo chiều gió Tây" được thành lập khoảng năm 680 TCN bên bờ Ý của biển Ionia, gần Capo Zefirio hiện đại bởi người Locri, rõ ràng bởi Opuntii (Đông Locrians) từ thành phố của Opus, nhưng bao gồm Ozolae (những người Tây Locria) và người Lacedaemonia. Strabo cho thấy rằng chính những người Ozolae những người sáng lập chính.
Do hay có gió dữ dội tại một khu định cư ban đầu, những người định cư chuyển đến khu vực hiện nay. Sau một thế kỷ, một bức tường phòng thủ được xây dựng. Bên ngoài thành phố có nhiều necropoleis, một số trong đó là rất lớn.
Epizephyrian Locris là một trong những thành phố của Magna Graecia.